# قدرت از طریق شادی
قدرت از طریق شادی مخف آلمانی: «کی دی اف» یک ارگان تفریحی آلمانی بود که توسط دولت آلمان در آلمان نازی اداره می‌شد. که بخشی از جبهه کارگر آلمان (به آلمانی: Deutsche Arbeitsfront)در آن زمان بود و در سال ۱۹۳۳ به عنوان ابزاری برای تبلیغ مزایای نازیسم به مردم آلمان راه اندازی شد و در اواخر دهه ۱۹۳۰ به بزرگترین سازمان گردشگری جهان تبدیل شد.
KdF قرار بود با در دسترس قرار دادن فعالیت‌های اوقات فراغت طبقه متوسط برای توده‌ها مردم، شکاف طبقاتی را پر کند و همچنین به دنبال تقویت صنعت گردشگری آلمان بود، کاری که تا آغاز جنگ جهانی دوم با موفقیت انجام داد. آمار رسمی نشان داد که در سال ۱۹۳۴، ۲٫۳ میلیون نفر در تعطیلات KdF شرکت کردند. تا سال ۱۹۳۸، این رقم به ۱۰٫۳ میلیون نفر افزایش یافت. با شروع جنگ در سال ۱۹۳۹، بیشتر برنامه‌های سازمان به حالت تعلیق درآمد و چندین پروژه مانند تفرجگاه پرورا هرگز تکمیل نشد.
در ۲۷ نوامبر ۱۹۳۳، قدرت از طریق شادی توسط رابرت لی، یکی از زیرمجموعه‌های جبهه کارگر آلمان که هدف آن دسترسی آلمانی‌ها به فعالیت‌های اوقات فراغت زمانی ممتاز مانند سفرهای دریایی و مالکیت اتومبیل‌های شخصی اعلام شد تا با کاهش شکاف‌های طبقاتی توده‌های مختلف را به جامعه مردمی نزدیک کند. علاوه بر این، اعتقاد بر این بود که اگر به کارگران اوقات فراغت کافی داده شود و محیط‌های کاری تمیزتر فراهم شود، روحیه و بهره‌وری افزایش می‌یابد. در ابتدا برای کنترل اوقات فراغت عصر و آخر هفته در نظر گرفته شده بود، اما پس از استقبال مثبت از سفرهای قطار KdF تمرکز بر گردشگری معطوف شد. هلموت واگنر، نماینده این سازمان در ایران بود.

## یادداشت ها
1. ↑   
Hellmuth Wagner